# 徐振寰
徐振寰（1951年1月—），男，山东禹城人，中华人民共和国政治人物，现任中华全国总工会副主席。山东大学外语系日语专业毕业。第十一届全国政协常委。

## 生平
1990年至1998年任人事部国际交流与合作司司长。1998年至2001年任人事部专业技术人员管理司司长。
2001年至2003年任中纪委驻国务院侨务办公室纪检组组长。
2003年，任中华全国总工会副主席、书记处书记。2008年10月17日，中国工会十五大在北京开幕。同年10月19日，大会选举产生中华全国总工会第十五届执行委员会和经费审查委员会。10月20日，中华全国总工会第十五届执行委员会第一次全体会议选举他连任副主席。